# Dagong
Dagong Global Credit Rating (mandarin : 大公国际资信评估有限公司 ; pinyin : Dàgōng Guójì Zīxìn Pínggū Yǒuxiàn Gōngsī), fondée en 1994, est une agence de notation financière chinoise, semblable aux grandes agences de notation que sont Standard & Poor's, Moody's et Fitch, bien qu'elle soit beaucoup moins influente que ces dernières. 

## Présentation
L’agence Dagong est notamment connue pour attribuer une note plus faible à la dette souveraine américaine (« AA », abaissée à « A+ » en juillet 2010, puis à « A » le 3 août 2011) que ses 3 concurrentes (AAA, puis AA+ pour Standard & Poor’s le 5 août 2011).
Dagong est en conflit avec la Securities and Exchange Commission américaine qui lui a refusé sa demande d'accréditation en octobre 2010, « faute d’informations suffisantes ». Pour certains analystes, la méthodologie de Dagong « laisse perplexes diplomates et professionnels de la finance », « ne s’illustre pas par sa transparence » et « est loin de faire l’unanimité en Chine même »,.
Cependant, d’autres jugent « crédible » l’agence dans ses notations, et même plus « correcte » que ses concurrentes américaines pour sa notation des pays de l’OCDE,,.
L'année 2011 a cependant donné raison à Dagong qui avait dégradé la note de la France dès fin 2010 alors que toutes les autres agences n’ont envisagé de le faire que fin 2011.
En juin 2013, Dagong annonce l'ouverture de ses premiers bureaux en Europe (à Milan), à la suite du feu vert de l’Autorité Européenne des Marchés Financiers. Dagong Europe est détenue par Dagong Global Credit Rating et l’entreprise sino-italienne Mandarin Capital Partners,.

## Dettes souveraines évaluées
Dagong ne fournit pas encore de notation pour la dette souveraine de la plupart des pays comme le font les trois autres grandes agences américaines. Seuls 72 pays (ou régions) ont leur dette souveraine actuellement évaluée par Dagong :
- Afrique du Sud
- Algérie
- Allemagne
- Arabie saoudite
- Argentine
- Australie
- Autriche
- Belgique
- Brésil
- Canada
- Chili
- Chine
- Corée du Sud
- Danemark
- Égypte
- Émirats arabes unis
- Équateur
- Espagne
- Estonie
- États-Unis
- Éthiopie
- Finlande
- France
- Grèce
- Hong Kong (Région administrative spéciale de Chine)
- Hongrie
- Inde
- Indonésie
- Irlande
- Islande
- Israël
- Italie
- Japon
- Kazakhstan
- Kenya
- Lettonie
- Lituanie
- Luxembourg
- Macao (Région administrative spéciale de Chine)
- Madagascar
- Malaisie
- Maroc
- Mexique
- Mongolie
- Nigeria
- Norvège
- Nouvelle-Zélande
- Pakistan
- Paraguay
- Pays-Bas
- Pérou
- Philippines
- Pologne
- Portugal
- Qatar
- République tchèque
- Roumanie
- Royaume-Uni
- Russie
- Singapour
- Soudan (Nord)
- Sri Lanka
- Suède
- Suisse
- Taïwan (République de Chine)
- la Thaïlande
- Tunisie
- Turquie
- Ukraine
- Uruguay
- Venezuela
- Viêt Nam

Parmi ceux-ci, Dagong classe :
- 28 pays (ou régions) à économie de marché développée : l’Allemagne, l’Australie, l’Autriche, la Belgique, le Canada, la Corée du Sud, le Danemark, l’Espagne, les États-Unis, la Finlande, la France, la Grèce, Hong Kong (Région administrative spéciale de Chine), l‘Irlande, l’Islande, Israël, l’Italie, le Japon, le Luxembourg, la Norvège, la Nouvelle-Zélande, les Pays-Bas, le Portugal, la République tchèque, Singapour, la Suède, la Suisse et le Royaume-Uni ;
- 29 pays (ou régions) à économie de marché émergente : l’Afrique du Sud, l’Arabie saoudite, l’Argentine, le Brésil, le Chili, la Chine, les Émirats arabes unis, l’Estonie, la Hongrie, l’Inde, l’Indonésie, le Kenya, la Lettonie, la Lituanie, Macao (Région administrative spéciale de Chine), la Malaisie, le Mexique, le Nigeria, le Pakistan, le Pérou, les Philippines, la Pologne, le Qatar, la Roumanie, la Russie, Taïwan (République de Chine), la Thaïlande, la Turquie et l’Ukraine ;
- 15 pays à économie à faibles revenus : l’Algérie, l’Égypte, l’Équateur, l’Éthiopie, le Kazakhstan, Madagascar, le Maroc, la Mongolie, le Paraguay, le Sri Lanka, le Soudan (Nord), la Tunisie, l’Uruguay, le Venezuela et le Viêt Nam ;

et plus particulièrement :
- 15 pays à économie développée et à niveau avancé d’endettement (les plus surveillés par l’agence) :  l’Allemagne, l’Autriche, la Belgique, le Canada, l’Espagne, les États-Unis, la France, la Grèce, l’Irlande, l’Islande, l’Italie, le Japon, les Pays-Bas, le Portugal et le Royaume-Uni ;
- 13 pays (ou régions) à économie de marché (développée ou émergente) et fournisseurs de crédit (les plus intéressés par les notations) : l’Arabie saoudite, l’Argentine, le Brésil, la Chine, la Corée du Sud, Hong Kong (Région administrative spéciale de Chine), l’Inde, l’Indonésie, la Malaisie, la Russie, Singapour, Taïwan (République de Chine) et la Thaïlande.

## Système de notation
| Signification de la note                         | Moody’s    | Moody’s             | Standard & Poor’s | Standard & Poor’s | Fitch Ratings | Fitch Ratings |
| Signification de la note                         | Long terme | Court terme         | Long terme        | Court terme       | Long terme    | Court terme   |
| ------------------------------------------------ | ---------- | ------------------- | ----------------- | ----------------- | ------------- | ------------- |
| Prime Première qualité                           | Aaa        | P-1 Prime -1        | AAA               | A-1+              | AAA           | F1+           |
| High grade Haute qualité                         | Aa1        | P-1 Prime -1        | AA+               | A-1+              | AA+           | F1+           |
| High grade Haute qualité                         | Aa2        | P-1 Prime -1        | AA                | A-1+              | AA            | F1+           |
| High grade Haute qualité                         | Aa3        | P-1 Prime -1        | AA−               | A-1+              | AA−           | F1+           |
| Upper medium grade Qualité moyenne supérieure    | A1         | P-1 Prime -1        | A+                | A-1               | A+            | F1            |
| Upper medium grade Qualité moyenne supérieure    | A2         | P-1 Prime -1        | A                 | A-1               | A             | F1            |
| Upper medium grade Qualité moyenne supérieure    | A3         | P-2                 | A−                | A-2               | A−            | F2            |
| Lower medium grade Qualité moyenne inférieure    | Baa1       | P-2                 | BBB+              | A-2               | BBB+          | F2            |
| Lower medium grade Qualité moyenne inférieure    | Baa2       | P-3                 | BBB               | A-3               | BBB           | F3            |
| Lower medium grade Qualité moyenne inférieure    | Baa3       | P-3                 | BBB−              | A-3               | BBB−          | F3            |
| Non-investment grade, speculative Spéculatif     | Ba1        | Not prime Non prime | BB+               | B                 | BB+           | B             |
| Non-investment grade, speculative Spéculatif     | Ba2        | Not prime Non prime | BB                | B                 | BB            | B             |
| Non-investment grade, speculative Spéculatif     | Ba3        | Not prime Non prime | BB−               | B                 | BB−           | B             |
| Highly speculative Très spéculatif               | B1         | Not prime Non prime | B+                | B                 | B+            | B             |
| Highly speculative Très spéculatif               | B2         | Not prime Non prime | B                 | B                 | B             | B             |
| Highly speculative Très spéculatif               | B3         | Not prime Non prime | B−                | B                 | B−            | B             |
| Risque élevé                                     | Caa1       | Not prime Non prime | CCC+              | C                 | CCC           | C             |
| Ultra spéculatif                                 | Caa2       | Not prime Non prime | CCC               | C                 | CCC           | C             |
| En défaut, avec quelques espoirs de recouvrement | Caa3       | Not prime Non prime | CCC−              | C                 | CCC           | C             |
| En défaut, avec quelques espoirs de recouvrement | Ca         | Not prime Non prime | CC                | C                 | CC            | C             |
| En défaut, avec quelques espoirs de recouvrement | C          | Not prime Non prime | C/CI/R            | C                 | C             | C             |
| En défaut sélectif                               | C          | Not prime Non prime | SD                | D                 | RD            | D             |
| En défaut                                        | C          | Not prime Non prime | D                 | D                 | D             | D             |

### Notation du crédit long terme
Pour les crédits de long terme, Dagong note les emprunteurs sur une échelle allant de AAA (parfaitement fiable) à C (risque élevé de défaut de paiement) :
- AAA : meilleure fiabilité
- AA : très haute fiabilité
- A : haute fiabilité
- BBB : fiabilité moyenne
- BB : fiabilité un peu en dessous de la moyenne
- B : fiabilité relativement faible
- CCC : faible fiabilité
- CC : très faible fiabilité
- C : presque aucune fiabilité. L'émetteur risque d'être en défaut de paiement, voire a déjà engagé une procédure de banqueroute.

### Notation du crédit court terme
Les dettes dont la maturité est inférieure ou égale à un an sont notées sur une échelle allant de A-1 à D :
- A-1 : meilleure fiabilité
- A-2 : emprunt de bonne fiabilité
- A-3 : emprunt de fiabilité acceptable
- B : emprunt comportant un caractère spéculatif
- C : haut risque de défaut de paiement
- D : en situation de défaut de paiement